# 5059 Saroma
5059 Saroma este un asteroid din centura principală de asteroizi.

## Descriere
5059 Saroma este un asteroid din centura principală de asteroizi. A fost descoperit pe 11 ianuarie 1988 la Kitami de Kin Endate și Kazuro Watanabe. Asteroidul prezintă o orbită caracterizată de o semiaxă mare de 2,59 ua, o excentricitate de 0,13 și o înclinație de 12,6° în raport cu ecliptica.